# Ланцетовидное окно

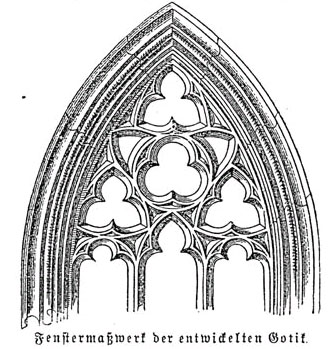

Ланцетовидное окно (лат. — копье, пика) — окно, заканчивающееся узкой, высокой ломаной аркой; характерно для готического архитектурного стиля.

## Ланцетовидный стиль
Ланцетовидный стиль — (англ. «Lanceolate style», нем. «Lanzettbogen» — «ланцетовидный свод, арка» от лат. lanсеа — копье, нож с обоюдоострым лезвием) — условное название ранней стадии развития готического стиля в архитектуре, характерным элементом которого являются расходящиеся пучки нервюр сводов, напоминающих ланцет.
Самый ранний пример английской готики — собор в городе Дареме (ок. 1130—1133 гг.)